# イランエアツアーズ956便墜落事故
イランエアツアーズ956便墜落事故は、2002年2月12日にイランで発生した航空事故である。メヘラーバード国際空港からホッラマーバード空港へ向かっていたイランエアツアーズ956便（ツポレフ Tu-154M）が着陸進入中に墜落し、乗員乗客119人全員が死亡した。

## 事故機
事故機のツポレフ Tu-154M（EP-MBS）は1991年に製造番号91A871として製造された。同年6月にアゼルバイジャン航空に納入され、2002年1月からイランエアツアーズの機材となっていた。総飛行時間は12,701時間で、5,516サイクルを経験していた。

## 事故の経緯
965便は7時30分にメヘラーバード国際空港を離陸した。107人の乗客には4人の政府職員が含まれており、また4人のスペイン人も含まれていた。ホッラマーバード空港付近の天候は悪く、視界不良の状態だった。7時55分頃、956便は滑走路11への着陸進入中に空港から25km離れたSefid Kuh山に激突した。墜落地点の標高は9,100フィート (2,800 m)で、墜落の数時間後に機体の残骸が雪に覆われた山腹で発見された。当初、死者数は誤って117人と報告された。

## 事故原因
パイロットが進入手順と会社の規則に従わなかったことが事故原因とされた。進入中、機体はコースから北に3海里ほど逸脱していたが、パイロットはこのことに気づいていなかった。また、視界不良が事故の要因として挙げられた。

## 事故後
事故直後、運輸大臣のアフマド・ホラムと民間航空組織のベザド・マジェリの解任が求められた。150人の議員がモハンマド・ハータミー大統領に対して事故原因の解明に必要な処置を講じるよう手紙で求めた。
墜落の原因として挙げられた理由の1つにアメリカによるイランへの制裁があった。この影響でイランの航空会社は1979年のイラン革命以前に購入されたボーイング機の修理部品を調達できていなかった。そのため航空会社は老朽化したソビエト連邦製の旅客機を使用し続けることを余儀なくされていた。事故後、イランエアツアーズはツポレフ機の使用を停止すると発表した。